# Craighouse
Craighouse est un village situé dans l'Argyll and Bute, en Écosse. Craighouse est la principale localité de Jura, une île de l'archipel des Hébrides intérieures.